# Deutsche Evangelische Kirche
Deutsche Evangelische Kirche (DEK) var en sammenslutning af de dengang 28 tyske evangeliske landskirker under nationalsocialismen.
Skønt der i flere år havde været bestræbelser for sammenslutning, blev Deutsche Evangelische Kirche først grundlagt juli 1933 som efterfølgerorganisation for Deutscher Evangelischer Kirchenbund fra 1922, på et tidspunkt hvor Deutsche Christen havde ledelsen i mange landskirker, Landeskirchen. Ved valgene til den første rigssynode fik nationalsocialisterne stor indflydelse ved entydigt at støtte Ludwig Müllers kandidatur til embedet som rigsbiskop, Reichsbischof. 
Det lykkedes ham dog ikke vedvarende at sætte sig igennem i landskirkerne. Efter indsættelse af Hanns Kerrl som minister for kirkelige anliggender – ved et Führererlass 16. juli 1935 – spillede DEK ikke længere nogen praktisk rolle.
Efter krigen samledes landskirkerne igen i Evangelische Kirche in Deutschland, dog uden indflydelse fra Deutsche Christen.